# أودي إف 103
أودي إف 103 Audi F103 هي سيارة ليموزين ذات محرك بنزين أربعة أسطوانات، وهي تتبع نظام التحريك الأمامي.
أسست الشركة في أواخر عام 1949 بعد نهاية الحرب العالمية الثانية في ألمانيا الغربية، وكانت باسم شركة «أوتو يونيون» Auto Union GmbH . وقدمت في عام 1965 موديلها الأول باسم «أودي». وابتداءا من عام 1966 أصدرت منها أيضا «أودي فاريانت».
بعد إدماج شركة أودي لشركة إن إس يو في عام 1969 أنتجوا السيارة إودي إن إس يو رو 80، ثم غيرت الماركة أودي إف 103 إلى الاسم أودي 80 في عام 1972.
منذ ذلك التاريخ أصبحت ماركة السيارة «أودي».

## اقرأ أيضا

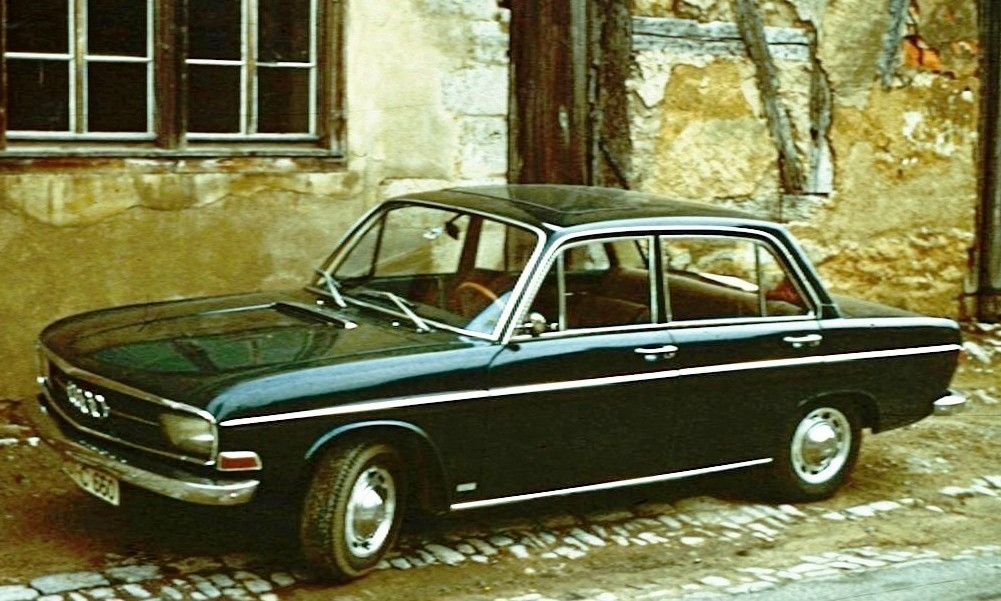

- أودي
- أودي إي-ترون